# (1816) Liberia
(1816) Liberia es un asteroide que forma parte del cinturón de asteroides y fue descubierto por Cyril V. Jackson el 29 de enero de 1936 desde el observatorio Union de Johannesburgo, República Sudaficana.

## Designación y nombre
Liberia recibió al principio la designación de 1936 BD.
Más tarde se nombró por Liberia, un país de África.

## Características orbitales
Liberia orbita a una distancia media del Sol de 2,339 ua, pudiendo acercarse hasta 1,829 ua y alejarse hasta 2,849 ua. Su inclinación orbital es 26,14° y la excentricidad 0,2181. Emplea en completar una órbita alrededor del Sol 1307 días.